# Gnetophyta
Divisionen Gnetophyta eller Gnetophytes er en undergruppe af frøplanterne (Spermatophyta), der omfatter een klasse indeholdene tre beslægtede ordener af træagtige planter, der ofte bliver placeret hos de nøgenfrøede (Gymnospermae). Gnetophyterne afviger dog fra andre nøgenfrøede ved at have karstrenge som det kendes hos de dækfrøede (Magnoliophyta), og på grundlag af morfologiske data har man foreslået, at Gnetophyta muligvis er den gruppe af frøplanter, som står tættest på blomsterplanterne. Fylogenetiske undersøgelser har dog vist et tættere slægtskab til de andre nøgenfrøede end til blomsterplanterne.
Gnetophyterne har et forveddet skud, men hos Welwitschia findes det dog kun under jorden. Gnetophyta rummer én klasse af levende planter, klassen Gnetopsida, som på sin side omfatter tre nulevende ordener.